# Gouw (Midden-aarde)

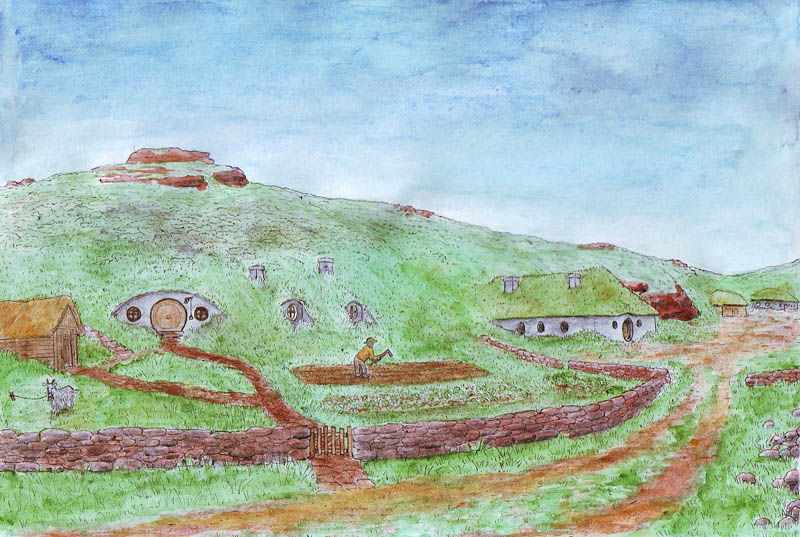
Typisch Hobbitdorp in de Gouw.

De Gouw (Engels: The Shire) (Westron: Sûza) is een fictieve streek uit de boeken van J.R.R. Tolkien. Het is het land en belangrijkste woongebied van de hobbits, onder wie de hoofdpersonen in Tolkiens bekendste boeken, De hobbit en In de ban van de ring. De Gouw is een autonoom gebied in Eriador in het noorden van Midden-aarde.

## Geschiedenis
De Gouw is in 1601 van de Derde Era gesticht door de gebroeders Marco en Blanco die met een grote aanhang Breeg verlieten om nieuw land op te zoeken. Ze kregen van de koning van Arthedain, Argeleb II toestemming om de Baranduin (Brandewijn) over te steken. Daar stichtten ze een nieuw land, de Gouw. In de volgende jaren kwamen er veel meer Hobbits in de Gouw wonen. In ruil daarvoor moesten ze van Argeleb III, die als koning van Arthedain ook de Gouw bezat, enkel de wegen en bruggen in de Gouw onderhouden, de boodschappers van de koning helpen en zijn heerschappij erkennen.

### Strenge Winter
De winter van 1311-12 Gouwtelling was een van de recentste dramatische gebeurtenissen, waarbij de Hobbits honger en kou leden en het bovendien moesten opnemen tegen witte wolven die de bevroren Brandewijn overstaken. Gandalf bood de Hobbits hulp. Saruman ontdekte eveneens de Gouw en begon naar Gandalfs voorbeeld te roken. Hiervoor kocht of verduisterde hij pijpkruid dat naar Isengard werd gebracht.

### Slag van Bijwater
Niet lang na het vertrek van Frodo neemt Saruman de Gouw min of meer over en tiraniseert de Hobbits met een soort half-orks. Als Frodo met Sam, Merijn en Pepijn terugkeert, zien ze alle ellende die Saruman heeft aangericht. Ze trommelen de Hobbits op en ontketenen een opstand. Het hoogtepunt is de slag bij Bijwater tussen de hobbits en half-orks, die door de hobbits wordt gewonnen. Hierna trekken ze naar Balingshoek, waar Saruman intrek heeft genomen met Gríma. In het gesprek dat volgt tussen Frodo en Saruman, vernedert deze laatste Gríma in zijn bijzijn. De moegetergde Gríma vermoordt Saruman met een messteek, maar wordt bij zijn vluchtpoging geraakt door een aantal hobbitpijlen. Hierna keert de rust weer in de Gouw.

### De wederopbouw
Door de tirannie van de vreemdelingen is de Gouw geplunderd, verwoest en verpest. Veel bomen zijn omgehakt en er zijn stenen gebouwen gebouwd in plaats van de typische Hobbitholen. Wanneer de vrede is weergekeerd, wordt de Gouw met man en macht in zijn oorspronkelijke staat hersteld. Dankzij het geschenk van Galadriel aan Sam groeit en bloeit alles als nooit tevoren en 1420 Gouwtelling is het meest vruchtbare en voorspoedige jaar dat de Gouw ooit gekend heeft. Ook worden er in dit jaar uitzonderlijk veel kinderen geboren.
De Gouw ligt in het gebied van Arnor, hoewel de Hobbits altijd zichzelf bestuurd hebben en meestal met rust gelaten werden door de 'grote mensen'. Wanneer het koninkrijk hersteld is onder koning Elessar stelt deze de regel in dat de Gouw niet betreden mag worden door grote mensen zonder toestemming van de Hobbits. Effectief is de Gouw dus ook in de Vierde Era een zelfstandig land.

## Gezag
Een echte regering kende de Gouw niet: de meeste macht lag bij de hoofden van de families. Weliswaar viel de Gouw in het begin onder Arthedain, maar de koning bemoeide zich weinig met de Gouw en zorgde enkel dat er indien nodig een leger was om dreigingen af te slaan. Toen Arthedain uiteindelijk ten onder ging en Eriador verwilderde, werd de rol van de koning overgedragen aan het Dinghoofd, die meestal het hoofd van de familie Toek was. De enige taak voor het Dinghoofd, was het bij noodgevallen bij elkaar roepen en leiden van een groep hobbits om het noodgeval te bestrijden. Gezien noodgevallen in de Gouw zeldzaam waren, was de functie vooral een erebaantje.
De functie die nog het dichtst bij staatshoofd kwam, was de functie van de burgemeester van Grotedelft. Die had allerlei ceremoniële functies, was Directeur van de posterijen en leider van de 12 zogenaamde Drosten. De Drosten hebben een functie vergelijkbaar met die van wijkagent: licht bewapende grenswachten en ordehandhavers met als voornaamste taak ervoor te zorgen dat de sporadisch voorbijreizende Dwergen en andere wezens zich binnen de grenzen van de Gouw netjes gedroegen. Sam Gewissies bekleedde het ambt van burgemeester zeven termijnen van zeven jaar.

## Geografie
De oorspronkelijke Gouw is het gebied tussen de Baranduin, of Brandewijn, in het oosten en de Verre Duinen (Engels: The Far Downs) in het westen. Dat gebied is onder te verdelen in het noorder-, zuider-, ooster-, en westerkwartier. Later kwamen daar Bokland in het oosten en de Westmark bij.

### Plaatsen
In de Gouw waren veel kleine dorpjes, maar geen steden. Ook was er weinig in de richting van een hoofdstad, behalve dan Grotedelft (Engels: Michel Delving) op de Witte Duinen waar de burgemeester zetelde. Na de Oorlog om de Ring wordt Sam voor een zeer lange periode Burgemeester van Grotedelft.

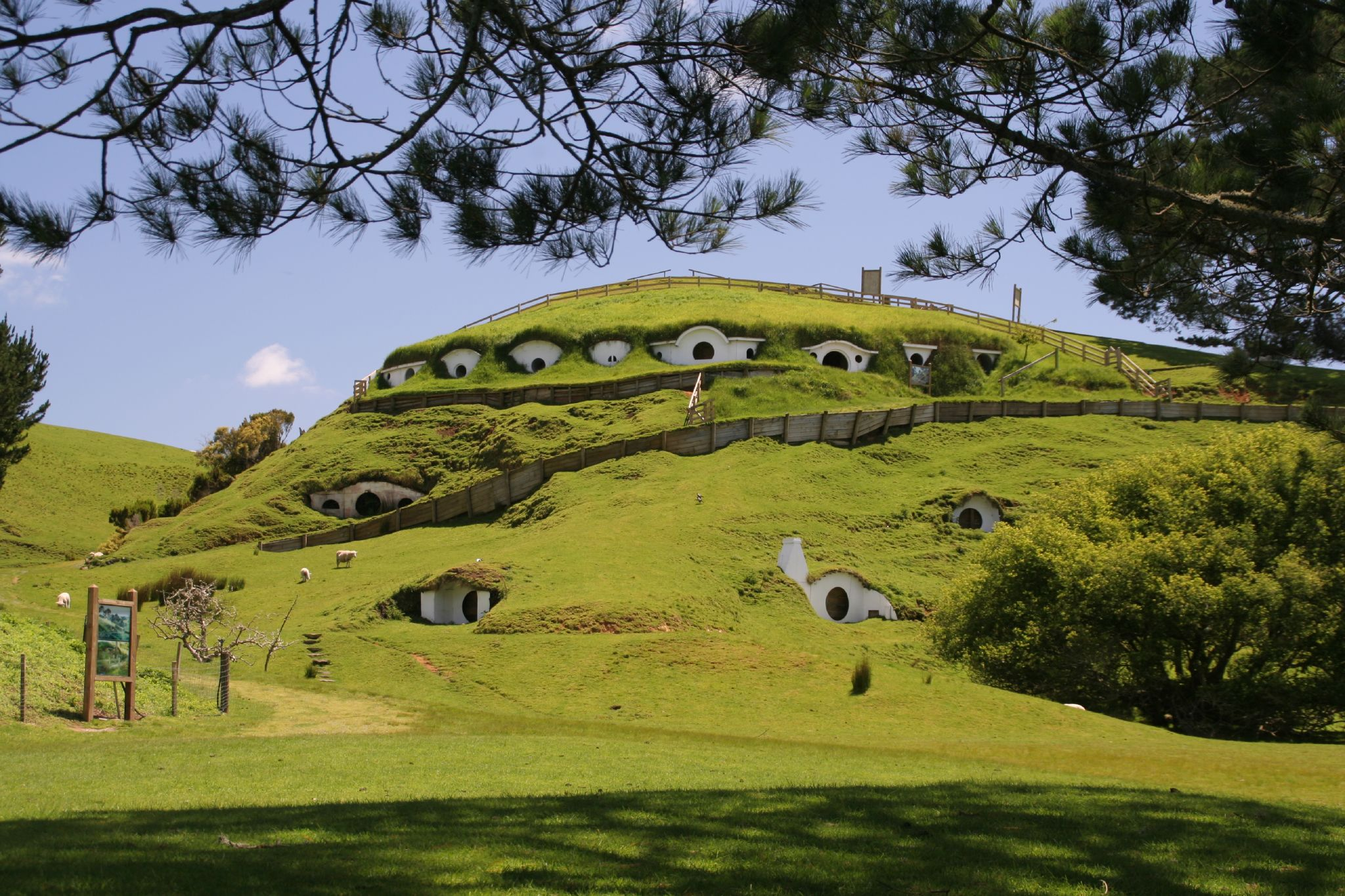
Hobbitstee, uit de film The Lord of the Rings

Hobbitstee (Engels: Hobbiton) is een dorpje in midden van de Gouw, waar enkele beroemde Hobbits vandaan komen. Bilbo Balings woont er samen met zijn neefje Frodo in het grote hol Balingshoek, aan het Balingslaantje. Hamfast Gewissies, ook wel de Gabber genoemd, woont naast de Balingsen met zijn familie, waaronder zijn jongste zoon Sam Gewissies. Sam is de tuinman van Bilbo en later van Frodo.
Tijdens de Oorlog om de Ring wordt Balingshoek door Saruman gebruikt als hoofdkwartier.
Bijwater (Engels: Bywater) is een kleine plaats op nauwelijks een mijl van Hobbitstee, en wordt gekenmerkt door de plas van Bijwater die naast het dorp ligt.
Een van de hoofdrolspelers in Oorlog om de Ring, Sam Gewissies, komt oorspronkelijk uit Bijwater. Het dorp wordt ten tijde van de gewelddadige bezetting door Saruman gebruikt als opslagplaats voor goederen, en een tussenpost van zijn handlangers.

### Rivieren
Door de Gouw stromen een aantal riviertjes en beken. Deze monden in de Brandewijn of in zijriviertjes ervan. De volgende riviertjes monden uit in de Brandewijn:
- Het Water ontspringt in van het midden van de Gouw en stroomt vanaf daar naar het noordwesten.
- De Stokbeek ontspringt in Houtenend.
- De Klaarbeek ontspringt in Groenheuvel en wordt gevoed door de Distelbeek.

### Bokland
In 2340 van de Derde Era steekt de familie Brandebok de rivier Brandewijn over en gaat in de smalle strook land tussen de rivier en het Oude Woud wonen. Daar graven de Brandebokken de Brandeburcht uit in de heuvel. Daarnaast stichten ze vele andere dorpen in het smalle land. Maar de betoverde bomen van het Oude Woud vallen de Hobbits aan, die het gevaar keren. Daarop planten de Hobbits een haag die de grens van Bokland vormt.
De Boklanders worden door andere Hobbits vaak als vreemd beschouwd door de invloed van het nabije Oude Woud. Een teken dat de Gouwbewoners in hun ogen gelijk geeft, is de gewoonte van Boklanders om af en toe op de rivier te varen, waar de meeste Hobbits een angst en afkeer voor hebben.
In het eerste deel van de trilogie In de Ban van de Ring (De Reisgenoten) gebruiken Frodo en zijn vrienden Merijn, Pepijn en Sam de pont van Bokkelburg om Bokland binnen te komen en verblijven korte tijd in Krikhol, het huis van hun vriend Fredegar Burger, voordat ze de Gouw verlaten.

### Toekland
Toekland ligt midden in de Gouw, rond en op de Groene Heuvels. Het gebied ligt voor een deel in het Zuiderkwartier en voor de rest, waaronder de hoofdplaats Toekburg, waar het Dinghoofd van de Toeken woont, ligt in het Oosterkwartier. In de Oorlog om de Ring lukt het de volgelingen van Saruman nooit om controle te krijgen over Toekland en bij de Slag van Bijwater haalt Pepijn versterking bij zijn verwanten uit dit gebied.

### Westmark
Na de Oorlog om de Ring wordt het gebied tussen de Verre Duinen, die in het uiterste oosten van het Oosterkwartier liggen en de Torenheuvels bij de Gouw gevoegd. Aan de voet van de Torenheuvels wordt de plaats Onderheuvel gebouwd waar Faramir Toek, de zoon van Pepijn, heer van de Westmark wordt.

### Zuiderkwartier

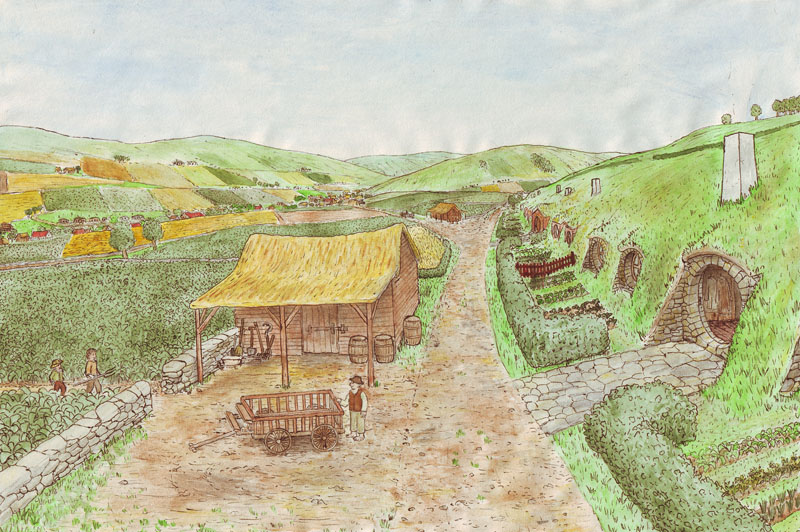
Langebroek in het Zuiderkwartier.

Het Zuiderkwartier omvat een deel van Toekland. Het grootste deel van het gebied ligt echter daar ten zuiden van. Rond de plaats Langedaal ligt de streek waar het befaamde pijpkruid verbouwd wordt, waaronder Oude Toby. Het pijpkruid wordt ook geëxporteerd, waardoor het Zuiderkwartier relatief veel omgang heeft met de streken buiten de Gouw.

## Klimaat
Het klimaat van de Gouw is een gematigd zeeklimaat, te vergelijken met Zuid-Engeland. Echt strenge winters en hete zomers komen weinig voor, en ook sneeuw valt er zelden. In het noorden is het gemiddeld iets kouder (op de hoge heiden in het Noorderkwartier valt vaker sneeuw) en in het zuiden iets warmer (het pijpkruid groeit daar).

## Naam
De Engelse en Nederlandse namen zijn aan de werkelijkheid ontleend. Een gouw was een gewest in het Frankische Rijk, of een landstreek. In het Engels had shire een vergelijkbare betekenis voor districten in Groot-Brittannië.
Hobbitstee is tevens de naam van een biologische commune/leefgemeenschap in het Drentse dorp Wapserveen.
Zie ook: Lijst van koningen van Arnor · Lijst van koningen van Arthedain · Lijst van hoofden van de Dúnedain